# Дром-ха-Шарон
Дром-ха-Шарон (ивр. דרום השרון‎) — региональный совет в Центральном округе Израиля, основанный в 1980 году.
В состав регионального совета входит 31 община: 20 мошавов, 7 кибуцев, 3 общинных поселения и учебный центр университета Бейт Берл. На территории регионального совета расположено 8 школ.

## История
Региональный совет Дром-ха-Шарон был создан 30 марта 1980 года объединением трех региональных советов: «Ха-Яркон», «Мифалот-Афек» и «Ха-Шарон-ха-Тихон».

## Население
По статистическим данным Центрального статистического бюро Израиля население регионального совета на 2024 год составляет 34 670 человек.

## Границы совета
Региональный совет Дром-ха-Шарон ограничен следующими административными единицами:
- С севера: Тира, Тайбе, Тель-Монд и региональный совет Лев-ха-Шарон
- С востока: Калькилия и региональный совет Шомрон
- С юга: Йехуд-Моноссон, Эльад и региональный совет Хевель-Модиин
- С запада: Региональный совет Хоф-ха-Шарон